# 2023年世界水泳選手権モザンビーク選手団
2023年世界水泳選手権モザンビーク選手団は、2023年7月14日から7月30日まで日本の福岡で開催された第20回世界水泳選手権のモザンビーク選手団、およびその競技結果。

## 選手団
- 人員: 選手 3人

## 選手名簿・結果
| 選手                 | 種目              | 予選      | 予選 | 準決勝   | 準決勝   | 決勝     | 決勝     |
| 選手                 | 種目              | 結果      | 順位 | 結果     | 順位     | 結果     | 順位     |
| -------------------- | ----------------- | --------- | ---- | -------- | -------- | -------- | -------- |
| ジャスティノ・ペール | 男子100m自由形    | 54秒68    | 95位 | 予選敗退 | 予選敗退 | 予選敗退 | 予選敗退 |
| ジャスティノ・ペール | 男子200m自由形    | 1分58秒32 | 62位 | 予選敗退 | 予選敗退 | 予選敗退 | 予選敗退 |
| マチュー・ローレンス | 男子50m平泳ぎ     | 29秒02    | 42位 | 予選敗退 | 予選敗退 | 予選敗退 | 予選敗退 |
| マチュー・ローレンス | 男子50mバタフライ | 24秒70    | 55位 | 予選敗退 | 予選敗退 | 予選敗退 | 予選敗退 |
| デニス・ドネリ       | 女子50m自由形     | 28秒97    | 76位 | 予選敗退 | 予選敗退 | 予選敗退 | 予選敗退 |
| デニス・ドネリ       | 女子50m背泳ぎ     | 32秒39    | 50位 | 予選敗退 | 予選敗退 | 予選敗退 | 予選敗退 |